# پایگاه هوایی ماتاواتچان
پایگاه هوایی ماتاواتچان (به انگلیسی: Matawatchan Aerodrome) یک فرودگاه خصوصی است که یک باند فرود چمن دارد و طول باند آن ۴۵۷ متر است. این فرودگاه در کشور کانادا قرار دارد و در ارتفاع ۳۰۲ متری از سطح دریا واقع شده‌است.